# 稚足姫皇女

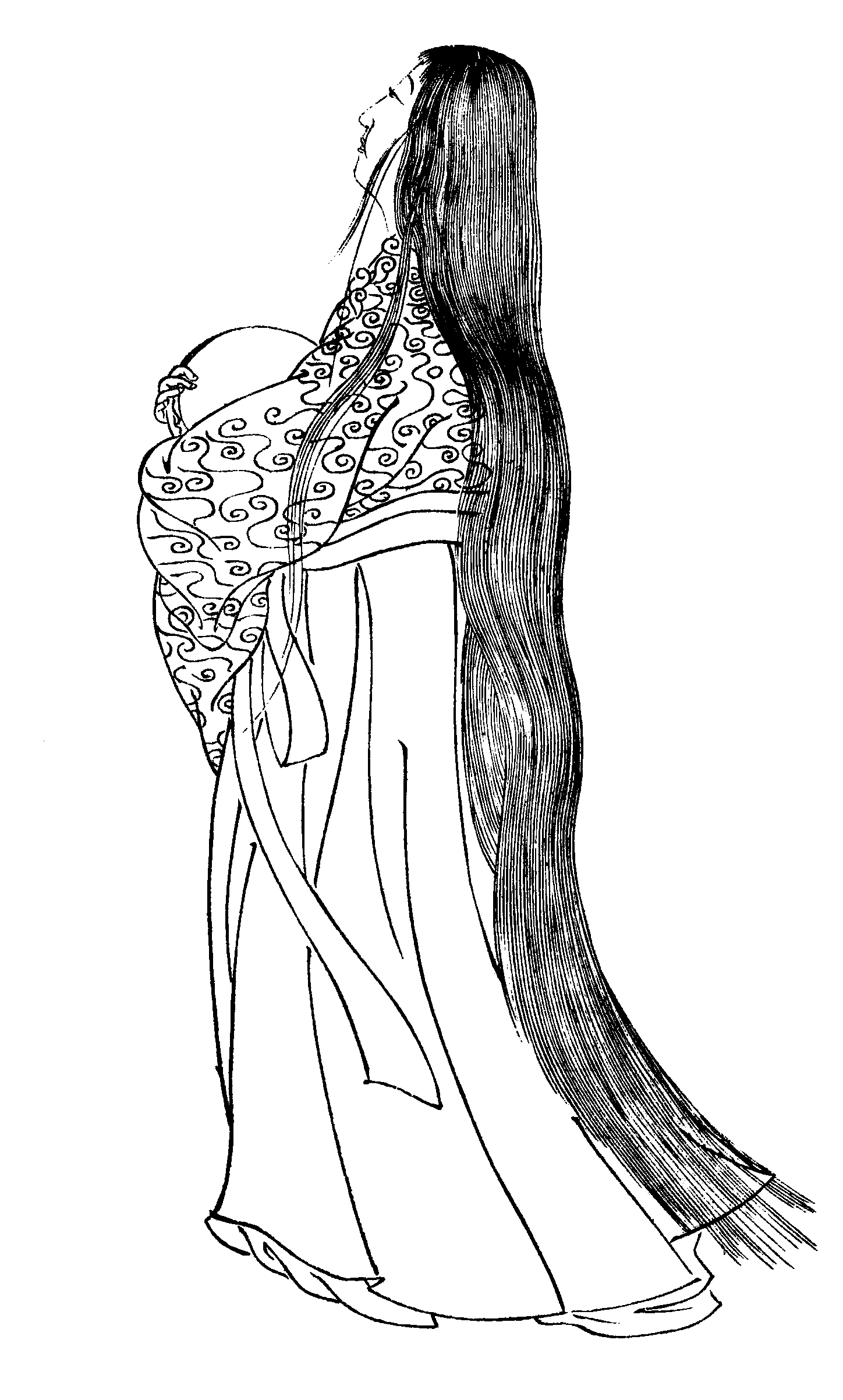
稚足姫皇女（『前賢故実』より）

稚足姫 皇女（わかたらしひめ の ひめみこ、生年不詳 - 雄略天皇3年（推定459年））は、『記紀』に伝えられる古墳時代の皇族（王族）。雄略天皇と葛城円(かずらき の つぶら)大臣の娘、葛城韓媛との間の子。同母兄に白髪武広国押稚日本根子天皇（しらかのたけひろくにおしわかやまとねこ の すめらみこと、（清寧天皇）。別名は栲幡姫皇女（たくはたひめ の ひめみこ）。『古事記』では「若帯比売命」。

## 経歴
『日本書紀』巻第十四によると、伊勢神宮の斎宮となったが、雄略天皇3年（推定459年）、阿閉臣国見(あえ の くにみ)が流した譖詐（しんさ）の言葉により、死に追いやられた。それによると、
武彦とは、廬城部連武彦（いおきべ の むらじ たけひこ）のことで、湯人（ゆえ）と言って、皇族の身の廻りの世話をする人であった。天皇は使者を派遣して、娘を取り調べたが、
という返事であった。そして、皇女は神鏡（あやしきかがみ、(『釈日本紀』は八咫鏡とする)を持ち出して詠んだ。
皇女は行方不明となった。
雄略天皇は皇女が不在であることを怪しみ、あちこち捜しさせた。すると皇女が鏡を埋めたあたりから蛇のように虹が立ち上っており、皇女の遺体も無事発見された。皇女の遺体の腹を割いてみると、水が入っていて、石が中にあった、という。
これにより、皇女と武彦の無罪は証明されたのだが、既に我が手で息子を殺してしまった廬城部枳莒喩（いおきべのきこゆ）は国見のことを恨み、殺そうとしたという。

### 解剖
前述の、「皇女の腹を割いてみると」と記された記録、雄略天皇の命によって行われたこれが、日本史上に残る最初の人体解剖である、とされている。ただしこれは一種の法医解剖であり、学術研究のための解剖ではない。その後、701年に成立した大宝律令において解剖の禁止が明文化され、江戸時代に入るまで人体の解剖は行われなかったとされているが、大宝律令の原文は残存していないため詳細は不明である。